# Вулиця Віри Ґедройць
Ву́лиця Ві́ри Ґедро́йць — вулиця в Голосіївському районі міста Києва, місцевість Мишоловка. Пролягає від Ягідної вулиці до вулиці Академіка Кащенка.
Прилучається Ягідний провулок.

## Історія
Вулиця виникла у 30-ті роки XX століття під назвою 153-тя Нова вулиця. З 1953 року — Архангельська вулиця. 1963 року отримала назву вулиця Марії Боровиченко, на честь медсестри, Героя Радянського Союзу Марії Боровиченко — уродженки Мишоловки.
Сучасна назва на честь першої жінки-хірурга в Російській імперії Віри Ґедройць — з травня 2023 року.